# Festival Olímpico da Juventude Europeia

O Festival Olímpico da Juventude Europeia ("European Youth Olympic Festival"), conhecido pelas iniciais EYOF, é um evento multidesportivo realizado a cada dois anos para jovens atletas de 48 países membros da associação de Comités Olímpicos Europeus. O festival tem uma edição de verão, realizada pela primeira vez em 1991 em Bruxelas, e uma edição de Inverno, que teve sua primeira edição em Aosta 1993. Até a criação dos Jogos Europeus era o único evento multiesportivo de toda a Europa.

## Edições
Verão
- 1991 -  Bruxelas
- 1993 -  Valkenswaard
- 1995 -  Bath
- 1997 -  Lisboa
- 1999 -  Esbjerg
- 2001 -  Múrcia
- 2003 -  Paris
- 2005 -  Lignano Sabbiadoro
- 2007 -  Belgrado
- 2009 -  Tampere
- 2011 -  Trabzon
- 2013 -  Utrecht
- 2015 -  Tbilisi
- 2017 -  Győr
- 2019 -  Baku
- 2021 -  Banská Bystrica
- 2023 -  Koper

Inverno
- 1993 -  Aosta
- 1995 -  Andorra la Vella
- 1997 -  Sundsvall
- 1999 -  Poprad-Tatry
- 2001 -  Vuokatti
- 2003 -  Bled
- 2005 -  Monthey
- 2007 -  Jaca
- 2009 -  Alta Silésia
- 2011 -  Liberec
- 2013 -  Brasov
- 2015 -  Vaduz e  Vorarlberg
- 2017 -  Erzurum
- 2019 -  Sarajevo e Sarajevo Oriental
- 2021 -  Vuokatti
- 2023 -  Friuli-Venezia Giulia